# Joseph Droste zu Vischering

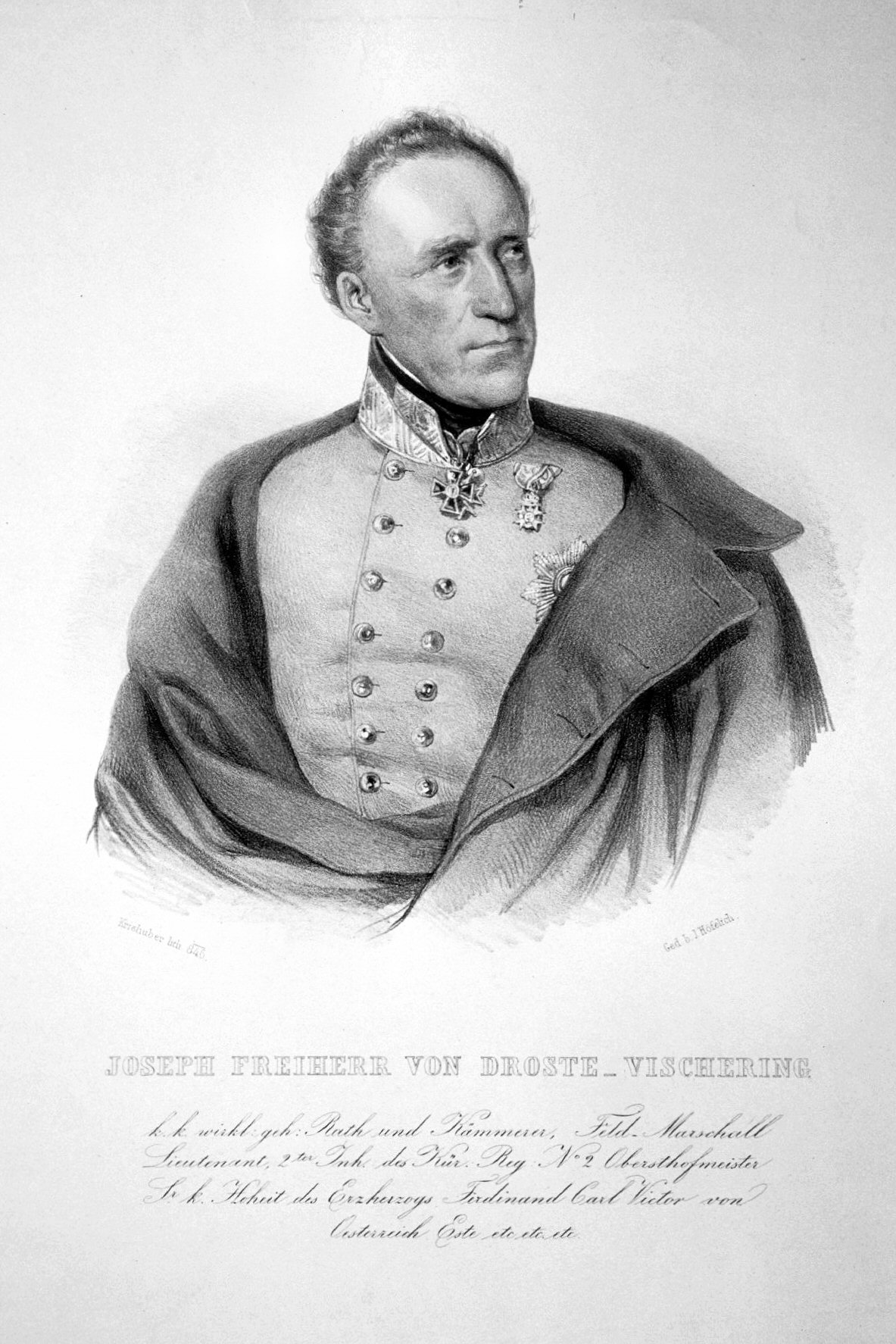
Joseph Droste zu Vischering (1784–1845)

Joseph Clemens Heidenreich Freiherr Droste zu Vischering (* 25. März 1784; † 25. September 1845) war Obersthofmeister beim k. u. k. Erzherzog Ferdinand Karl von Österreich-Este und k. u. k. Generalmajor.

## Leben

### Herkunft und Familie
Joseph Clemens Heidenreich Freiherr Droste zu Vischering entstammte als Sohn der Eheleute Clemens August Maria Droste zu Vischering (1742–1790) und Sophia Alexandrina Droste zu Füchten (1748–1817) der Adelsfamilie Droste zu Vischering, eine der ältesten und bedeutendsten Familien im Hochstift Münster. Er hatte acht Geschwister: zwei Schwestern, davon Rosine (1777–1819, ⚭ Maximilian Anton von Boeselager) und sechs Brüder, davon
Adolf Heidenreich (Nachfolger des Vaters als Droste), Kaspar Maximilian (Bischof von Münster), Franz Otto (katholischer Theologe und Publizist), Clemens August (Erzbischof von Köln) und Maximilian Heidenreich (Landrat in Brilon).

### Wirken
Droste zu Vischering war Obersthofmeister des Erzherzogs Ferdinand Karl von Österreich-Este (1821–1849). In dieser Funktion nahm er administrative Aufgaben wahr (z. B. Vorbereitung von Zeremonien).
In der Kaiserlich-Königlichen Armee machte er eine steile Karriere.
1826 war er als Oberst Regiments-Kommandant im k. u. k. Dragonerregiment „Friedrich Franz IV. Großherzog von Mecklenburg-Schwerin“ Nr. 6.
Am 25. August 1832 wurde er zum Generalmajor  und am 15. August 1840 zum Feldmarschallleutnant ernannt. Der Feldmarschallleutnant war der zweitniedrigste Generalsdienstgrad. Ihm vorgesetzt waren der Feldzeugmeister, der General der Infanterie und der General der Kavallerie. An der Spitze der Hierarchie stand der Feldmarschall.